# Province du Maryland
Pour les articles homonymes, voir Maryland (homonymie).
1632–1776
Entités suivantes :
- Maryland

La province du Maryland (anglais : Province of Maryland) fut une colonie anglaise en Amérique du Nord qui exista de 1632 à 1776. À cette date, elle fut intégrée aux treize colonies britanniques en Amérique du Nord pour créer les États-Unis et devenir l’État du Maryland. Elle englobait ce qui correspond actuellement à l'État du Maryland, au territoire de Washington, D.C. et à une partie de la Pennsylvanie.
La province fut formée comme proprietary colony de George Calvert, 1er baron Baltimore (cependant il mourut peu avant d’en être officiellement propriétaire, c’est son fils Cecilius Calvert qui en hérita) pour notamment accueillir les catholiques persécutés en Angleterre. Grande de 49 000 km2,, elle était plus vaste que l’actuel État du Maryland, en partie parce que ses frontières étaient vaguement définies. Certaines terres furent par la suite cédées à la Pennsylvanie alors que d’autres servirent à former le District de Columbia afin de bâtir Washington, la capitale des États-Unis.

## Charte
Charles Ier d’Angleterre accorda le Maryland, une proprietary colony de près de 12 millions d’acres (49 000 km2), à Cæcilius Calvert, 2e baron Baltimore  appartenant à la pairie d’Irlande, le 20 juin 1632. Certains historiens voient cette concession comme une compensation du fait que le père de Calvert avait été dépossédé de son titre de secrétaire d’État après avoir annoncé qu’il était catholique romain en 1625. La charte a initialement été accordée au père de Calvert, George Calvert, mais le 1er baron Baltimore mourut avant qu’il puisse être mis en place, la charte a donc été accordée à son fils. La nouvelle colonie fut nommée d’après Henriette-Marie de France, reine consort. Les Lords Baltimore étaient les seuls catholiques ou membres de l’Irish House of Lords de l’histoire de l’Empire britannique à avoir obtenu une proprietary colony ; tous les autres nobles de même rang, tous protestants, étaient dotés d’un titre de pairie anglais ou écossais.
La colonie du Maryland était plus grande que l’actuel État du Maryland. La charte accordait aux Calvert un territoire mal défini : au nord par la Virginie et au sud par le 40e parallèle, comprenant peut-être près de 12 millions d’acres (49 000 km2),. Le Maryland perdit quelques-uns de ses territoires originaux au profit de la Pennsylvanie durant les années 1760 quand, après que Charles II a reconnu que la colonie couvrait une région correspondant à l’actuel territoire du Maryland, la ligne Mason-Dixon fut dessiné pour résoudre les disputes frontalières entre les deux colonies. Le Maryland a aussi cédé des territoires pour créer le nouveau district of Columbia après la révolution américaine.
La charte fondatrice du Maryland créait un État sous l’autorité d’un Lord palatin, Lord Baltimore. En tant que détenteur de l’autorité, Lord Baltimore possédait toutes les terres accordées par la charte. Il possédait l’autorité absolue dans ses domaines. On exigeait des colons qu’ils prêtent serment d’allégeance au lord plutôt qu’au roi d’Angleterre. La charte créait une aristocratie de lords of the Manor, qui a acheté 6 000 acres (24 km2) à Baltimore et qui conservait des privilèges légaux et sociaux que n’avaient pas les autres colons.

## Premiers colons

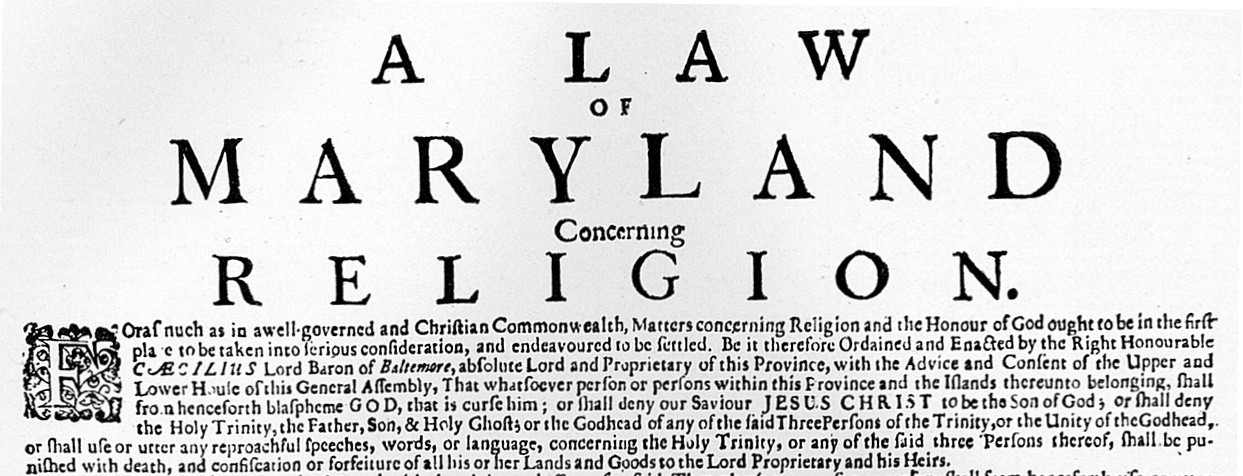
Le Maryland Toleration Act.

La province du Maryland était une colonie du centre-est, fondée par Lord Baltimore, converti au catholicisme. Cette religion pouvait faire peur aux protestants puritains du XVIIe siècle en Angleterre, où la majorité de la population était anglicane. Le roi Charles Ier, soutien de l’Église catholique, s’était en particulier rallié à la religion anglicane, tandis que les puritains étaient persécutés, tant par les anglicans que par les catholiques. 
Au Maryland, Baltimore a cherché à démontrer que les nobles catholiques qui l’avaient suivi et les colons protestants pouvaient vivre ensemble harmonieusement, comme le montre le Maryland Toleration Act. Comme d’autres propriétaires aristocratiques, il a également espéré faire un bénéfice sur la nouvelle colonie.
La famille Calvert recruta des colons protestants pour le Maryland, les leurrant avec une politique de tolérance religieuse restée très symbolique. Des près de 200 colons initiaux qui voyagèrent pour le Maryland sur les vaisseaux Ark et Dove, la majorité était protestants. En fait, les protestants restaient majoritaires dans toute l’histoire du Maryland colonial.
L’Ark et le Dove débarquèrent à l’île Saint-Clément (St. Clement’s Island) le 25 mars 1634. Les nouveaux colons étaient menés par le plus jeune frère de Lord Baltimore Leonard Calvert, que Baltimore avait délégué au poste de gouverneur de la nouvelle colonie. Les 150 immigrants survivants achetèrent des terres aux indiens Yaocomico et fondèrent St. Mary’s City.
En 1642, le Maryland déclara la guerre aux Andastes. Ces derniers, avec l’aide de la Nouvelle-Suède battirent le Maryland en 1644. Les Andastes restèrent en guerre de façon légale avec le Maryland jusqu’à la signature d’un traité de paix en 1652.

## Maryland et guerre civile britannique
Avant et après la troisième guerre civile anglaise (1649-1651), les aristocrates catholiques restés fidèles au roi Charles Ier, s’installèrent un peu partout dans les colonies, à la Barbade, en Virginie, sur l’île de Wight ou l’île de Man, où ils mobilisèrent les milices locales.
Les forces parlementaires (protestant) s’assurèrent le contrôle du Maryland en 1654 grâce à la construction d’une marine nationale plus puissante. Le gouverneur William Stone (en) partit en exil dans la colonie de Virginie ; il retourna l’année suivante à la tête des Cavaliers et marcha sur Annapolis.  
Finalement, lors de ce qui est connu sous le nom de bataille des Severn (25 mars 1655), Stone fut vaincu et fait prisonnier. Il fut remplacé au poste de gouverneur par Josias Fendall (c. 1628-1687).

## À partir des années 1660: l’économie de plantation
En 1672, Lord Baltimore déclara que le Maryland incluait les colonies de Whorekills sur la rive ouest de la baie Delaware, une zone sous la juridiction de la province de New York. Des forces furent envoyées pour attaquer et capturer les colonies. La province ne put pas riposter car la ville même de New York allait être recapturée par les Néerlandais. Le Maryland craignait que les Néerlandais n’utilisent leurs alliés iroquois pour reprendre la zone. Ces terres furent rattachées à la province quand New York fut prise par les Néerlandais en 1674.
Dans les trois premières décennies de leur installation, la plupart des Marylandais vivait dans des conditions difficiles au sein de petites fermes familiales et cultivaient plusieurs variétés de fruits, de légumes, de grains, et élevaient le bétail.
La culture qui permettait de faire des profits, celle du tabac, a dans un second temps dominé l’économie de la province. Le tabac était parfois utilisé comme monnaie, et la législature coloniale fut obligée de faire passer une loi qui exigeait des planteurs de tabac une augmentation de leur production de maïs, afin d’assurer aux colons l’approvisionnement en nourriture.
Comme son grand voisin, la Virginie, le Maryland ne se développa en tant que colonie de plantation qu’à partir des années 1660, avec la restauration de la dynastie Stuart et surtout au XVIIIe siècle. En 1755, près de 40 % de la population du Maryland était noire. Les planteurs du Maryland firent aussi un usage intensif d’engagés et des travaux forcés. Un système fluvial étendu a facilité les échanges de produits entre les plantations intérieures avec la côte atlantique pour l’exportation. Baltimore était le second plus important port dans le sud des États-Unis au XVIIIe siècle, après Charleston en Caroline du Sud.
L'édit de tolérance religieuse, une première fois suspendu sous la révolution anglaise, est proprement abrogé lors de l'accession au trône de Guillaume III et Marie II. L'Église anglicane oblige tous les colons à payer un impôt ecclésiastique. Les catholiques quittent alors la colonie pour la Pennsylvanie voisine où les quakers leur permettent d'exercer leur religion.

## Maryland et révolution américaine
Le tabac était une des principales cultures à profit dans la colonie. Le Maryland déclara son indépendance vis-à-vis de la Grande-Bretagne en 1776, avec Samuel Chase, William Paca, Thomas Stone, et Charles Carroll de Carrollton signant la Déclaration d'indépendance au nom de la colonie. Lors des débats de 1776-1777 concernant les Articles de la Confédération, les délégués du Maryland ont mené le parti qui insistait sur le fait que les États qui avaient des réclamations sur des terres à l’ouest devaient les céder au gouvernement de la confédération, et en 1781, le Maryland devint le dernier état à signer les Articles de la Confédération. Il a toutefois accepté la Constitution plus aisément, la ratifiant le 28 avril 1788.

## Sources